# Himantopterus nox
Himantopterus nox is een vlinder uit de familie van de Himantopteridae. De wetenschappelijke naam van de soort is voor het eerst geldig gepubliceerd in 1937 door Hering.